# بی‌ای‌دبلیو
بی‌ای‌دبلیو (انگلیسی: BAW) شرکت خودروسازی چینی است، که در سال ۱۹۵۳ تأسیس شد.